# Селлерс, Уильям
Уильям Селлерс (англ. William Sellers; 19 сентября 1824 — 24 января 1905) — американский инженер-механик, изобретатель, предприниматель и аболиционист.
Оформил более 90 патентов, наиболее известен своей работой по стандартизации резьбы в США. Будучи президентом Института Франклина в Филадельфии, Селлерс предложил внедрить систему резьб, которую обычным механикам и слесарям было легче нарезать, чем резьбы конструкции Джозефа Уитворта. В течение многих лет он возглавлял фирму по производству станков William Sellers & Co., которая была очень влиятельным производителем станков во второй половине XIX века.

## Карьера
Получил частное образование в семейной школе, начал учиться в возрасте четырнадцати лет у своего дяди Дж. Мортона Пула в механической мастерской близ Уилмингтона, штат Делавэр. Через семь лет переехал в Провиденс, штат Род-Айленд, чтобы управлять магазинами будущей Corliss Steam Engine Company. Вернувшись в Западную Филадельфию, чтобы основать собственную компанию по производству станков, заключил партнёрство со своим шурином Эдвардом Банкрофтом (1811—1855) в 1848 году. После смерти Банкрофта в 1855 году Селлерс зарегистрировал компанию как William Sellers & Co., компания продолжала работать до 1947 года, пока не была продана корпорации Consolidated Machine Tool Corporation и переехала в Рочестер, штат Нью-Йорк.
В 1847 году Селлерс был избран членом Института Франклина, где он был членом Совета управляющих с 1857 по 1861 год и снова с 1864 по 1892 год, а также президентом с 1864 по 1867 год. На встрече 15 сентября 1864 года он представил единую систему механической резьбы, которая своим углом и плоской верхней и нижней частью отличалась от британского стандарта Уитворта. Через нескольких лет эта система была принята правительственными предприятиями, ведущими железнодорожными компаниями, производителями станков и другими организациями и стала известна во всем мире как американская резьба, резьба Селлерса или Система Института Франклина.
В 1868 году он основал компанию Edge Moor Iron Co., компания занималась изготовлением железных и стальных мостов на заводе, расположенном на реке Делавэр к северу от Уилмингтона. Среди его наиболее важных проектов были настил Бруклинского моста, второй мост Роквилл через реку Саскуэханна и мост через реку Кентукки Южной железной дороги Цинциннати.
С 1873 года он был президентом Midvale Steel Co. (Найстаун, Пенсильвания), компания производила стальные детали для железной дороги и военной промышленности.

## Награды
- Всемирная выставка в Париже (1867) — золотая медаль[1]
- Всемирная выставка в Вене (1873) — Grand Diploma of Honor и пять золотых медалей[1]
- Всемирная выставка в Париже (1889) — гран-при, Кавалер Почётного легиона[1]